# Фурнигов, Христо
Христо Димитров Фурнигов (болг. Христо Димитров Фурнигов; род. 25 ноября 1966, Гранитово) — болгарский боксёр, представитель полусредних весовых категорий. Выступал за сборную Болгарии по боксу в период 1982—1991 годов, бронзовый призёр чемпионата Европы, победитель и призёр многих турниров международного значения, участник летних Олимпийских игр в Сеуле.

## Биография
Христо Фурнигов родился 25 ноября 1966 года в селе Гранитово Ловечской области, Болгария. Проходил подготовку в боксёрском клубе «Академик» в Софии.
Впервые заявил о себе на международной арене в сезоне 1982 года, когда вошёл в состав болгарской национальной сборной и выиграл серебряную медаль на международном юниорском турнире в Тбилиси.
В 1984 году одержал победу на чемпионате Европы среди юниоров в Тампере, стал бронзовым призёром международного турнира «Трофео Италия» в Венеции, выступил на турнире социалистических стран «Дружба-84» в Гаване, где остановился на стадии четвертьфиналов.
На чемпионате Европы 1985 года в Будапеште дошёл в первом полусреднем весе до четвертьфинала, уступив по очкам представителю ГДР Зигфриду Менерту.
В 1986 года стал чемпионом Болгарии по боксу в зачёте лёгкого веса, добавил в послужной список золотые медали, полученные на международных турнирах «Трофео Италия» и «Странджа», где победил в финалах таких известных боксёров как Эмил Чупренский и Адольфо Орта. Боксировал на Играх доброй воли в Москве, где был побеждён советским боксёром Юрием Савочкиным.
В 1987 году одержал победу на международном турнире в Стокгольме.
Благодаря череде удачных выступлений удостоился права защищать честь страны на летних Олимпийских играх 1988 года в Сеуле — в категории до 67 кг благополучно прошёл первых двоих соперников по турнирной сетке, тогда как в третьем четвертьфинальном бою со счётом 0:5 потерпел поражение от кенийца Роберта Вангилы, который в итоге и стал победителем этого олимпийского турнира.
После сеульской Олимпиады Фурнигов остался в составе боксёрской команды Болгарии и продолжил принимать участие в крупнейших международных турнирах. Так, в 1989 году в первом полусреднем весе он завоевал бронзовую медаль на европейском первенстве в Афинах.
В 1991 году выступил на чемпионате Европы в Гётеборге, где на стадии четвертьфиналов был остановлен югославом Вукашином Добрашиновичем.